# Gabriela Truşcă
Gabriela Truşcă (Bacău, 17 de agosto de 1957) é uma ex-ginasta romena que competiu em provas de ginástica artística.
Sua estreia em competições deu-se em 1975, no Stars of the World, em Moscou. No ano posterior, disputou ao lado de Nadia Comaneci, Mariana Constantin, Georgeta Gabor, Anca Grigoraş e Teodora Ungureanu os Jogos Olímpicos de Montreal. Neles conquistou a medalha de prata, na prova coletiva foi superada pelas soviéticas. Em 1977, no desafio Grã-Bretanha vs Romênia, do qual saiu campeã por equipes e medalhista de prata no geral. Em seguida, no Internacional Romeno, só terminou na oitava colocação individual. Após, anunciou sua aposentadoria do desporto, e iniciou sua carreira de treinadora da modalidade no CSS Buzău; tutelando ginastas como a romena Gabriela Dragoi.

## Ligações externa
- Breve biografia da ginasta no site geocities (Inglês)